# Bontebok (antilope)
De bontebok (Damaliscus pygargus, soms Damaliscus dorcas) is een antilope uit Zuid-Afrika en omringende landen. Hij is nauw verwant aan de lierantilope. Er zijn twee ondersoorten, de gewone bontebok (Damaliscus pygargus pygargus) en de blesbok (Damaliscus pygargus phillipsi).

## Beschrijving
De bontebok is een stevige antilope met een korte nek. Hij heeft een schofthoogte van 84 tot 160 centimeter, een kop-romplengte van 120 tot 210 centimeter en een lichaamsgewicht van 55 tot 155 kilogram. Volwassen mannetjes wegen meestal 65 tot 80 kilogram, vrouwtjes 55 tot 70 kilogram. De staart is 10 tot 60 centimeter lang.
De bontebok heeft een rossig of paarsig kastanjebruine vacht, die het donkerst van kleur is op de zijkanten van de kop, de nek en het achterste deel van het lichaam. De buik en de achterzijde zijn vaal of helder wit, evenals een gedeelte van de poten. De hoorns zijn liervormig en geringd. Ze worden 35 tot 70 centimeter lang. De staart is kort met een zwart kuifje aan de punt.
De bontebok heeft een lange snuit waar een opvallend witte bles overheen loopt, die loopt van de snuit tot de aanzet van de hoorns. Bij de blesbok is deze bles nauwer tussen de ogen, en wordt deze bij veel dieren onderbroken door een lijn bruin haar. Bij de gewone bontebok is er geen vernauwing tussen de ogen. Ook is de bontebok gemiddeld acht kilogram lichter dan de blesbok.

## Gedrag
Bontebokken leven voornamelijk van grassen en kruiden, waar ze in de ochtend en de avond op grazen. 's Avonds trekken de dieren naar de drenkplaatsen, om daar te drinken.
Bontebokken leven in los kuddeverband. Ze leven in groepjes van zes tot dertig dieren, bestaande uit één dominant mannetje, minstens vijf volwassen vrouwtjes en hun jongen. Mannetjes (bokken) gebruiken hun hoorns voor schijnaanvallen en echte gevechten met andere mannetjes. Ze verwonden elkaar zelden. Met deze gevechten vestigen ze een territorium, en daarmee een kudde vrouwtjes.

## Voortplanting
Vrouwtjes kalven ieder jaar op dezelfde plaats. Na een draagtijd van acht maanden wordt een kalf geboren. Anders dan bij andere koeantilopen bevalt het vrouwtje in de groep. Het jong kan tussen vijf minuten twee uur lopen en volgt vrij snel daarna zijn moeder. De zoogtijd duurt een half jaar en na twee jaar zijn ze volgroeid. Ze kunnen 17 jaar oud worden.

## Verspreiding en bedreiging
De bontebok leeft op de open steppen en savannen van zuidelijk Afrika. De gewone bontebok leeft enkel op de westelijke Kaap in het fynbos, de blesbok op de hoogvlakte van Zuid-Afrika, Swaziland en Lesotho. In de laatste twee landen stierf de soort uit in de 19e eeuw, maar daar zijn ze weer uitgezet, evenals in landen waar ze vroeger niet voorkwamen: Namibië, Botswana en Zimbabwe.
Beide ondersoorten zijn in de negentiende eeuw zwaar vervolgd, waardoor ze zeer zeldzaam raakten. Vooral de gewone bontebok had het zwaar te verduren; in 1931 leefden er nog zo'n twintig van deze dieren in het dat jaar opgerichte Nationaal park Bontebok.